# Campeonato Roraimense de Futebol de 1977
O Campeonato Roraimense de Futebol de 1977 foi a 18ª edição do futebol em Roraima. A competição contou com cinco clubes e teve como campeão o São Raimundo.

## Participantes
- Atlético Roraima (Boa Vista)
- Baré (Boa Vista)
- GAS (Boa Vista)
- Náutico-RR (Boa Vista)
- São Raimundo-RR (Boa Vista)

## Triangular final
A classificação terminou com São Raimundo em primeiro, Baré em segundo e o Rio Negro em terceiro.

### Partida decisiva
A partida decisiva foi disputada em 20 de novembro de 1977, no estádio 13 de Setembro. O jogo foi apitado por Sílvio Félix, teve uma renda de Cr$ 8.600,00 e terminou em 1–0 ao Mundão, gol marcado por Palhetinha aos 4 minutos do primeiro tempo. Isso garantiu o primeiro título roraimense da história alviceleste.
| 1977 | São Raimundo-RR | 1 - 0 | Baré |  |
|      | Gol marcado     |       |      |  |

## Premiação
| Campeonato Roraimense de 1977    |
| Campeonato Roraimense            |
| -------------------------------- |
| São Raimundo Campeão (1º título) |